# Harry Mitchell
Harry E. Mitchell (ur. 18 lipca 1940 w Phoenix) – amerykański polityk, członek Partii Demokratycznej. Od 2007 roku jest przedstawicielem piątego okręgu wyborczego w stanie Arizona w Izbie Reprezentantów Stanów Zjednoczonych.